# عبس
این سوره در مکه نازل شده و دارای ۴۲ آیه است.

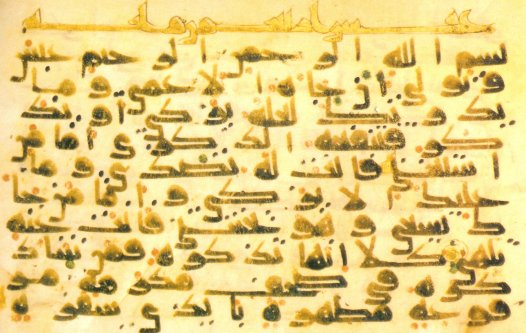
نسخه خطی از ۱۵ آیه ابتدای سوره عبس به خط مدنی متعلق به قرن دوم هجری

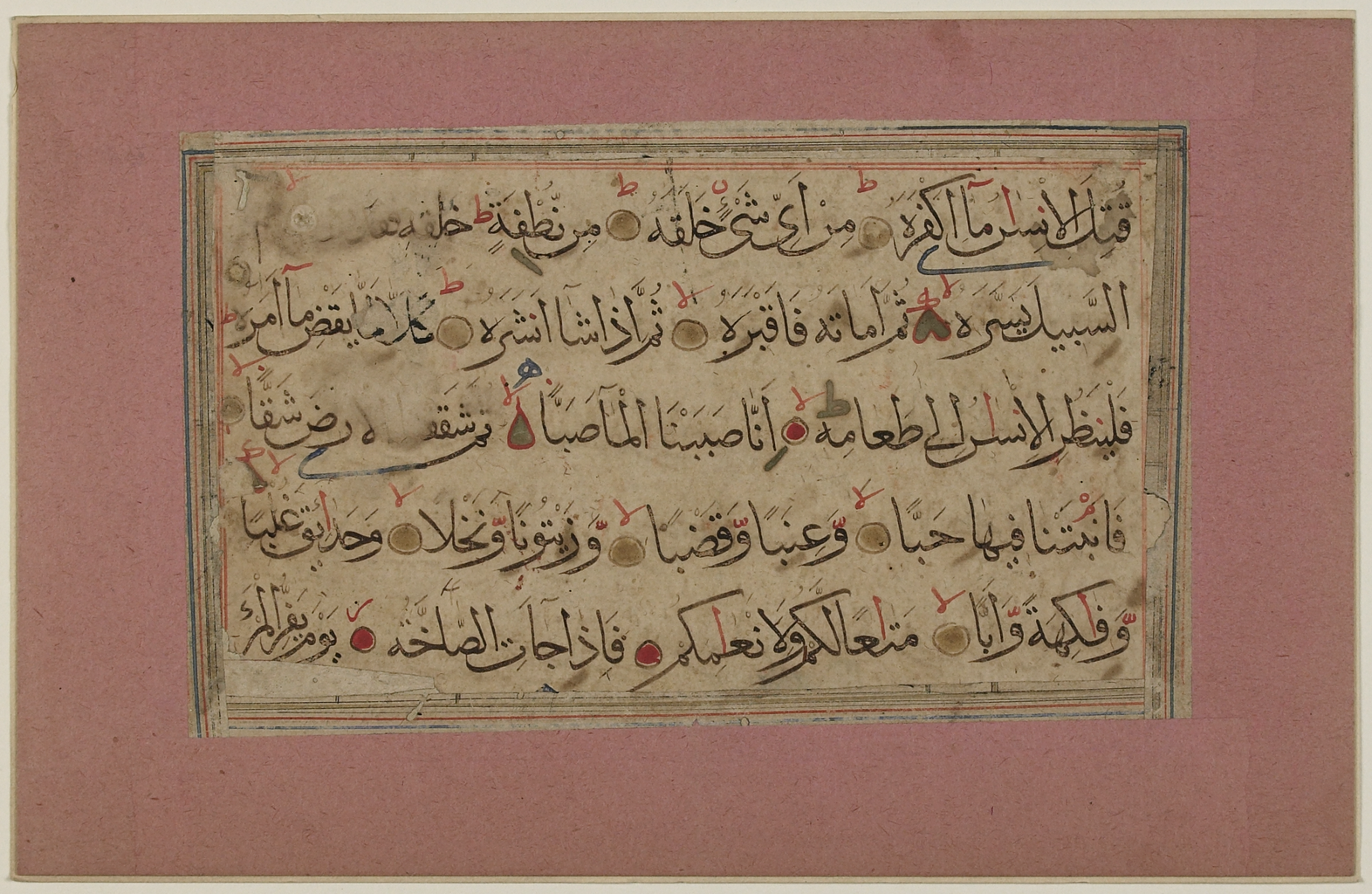
نسخه خطی از آیات ۱۷ تا ۳۴ سوره عبس

## محتوای سوره
زمانی که پیامبر در حال دعوت مردی ثروتمند و متکبر به اسلام بود نابینایی حقیقت جو برای درک اسلام نزد ایشان آمد. در این قسمت از ماجرا اختلاف نظر میان راویان آن حادثه وجود دارد.
عده‌ای ادامه واقعه را این گونه بیان می‌کنند که پیامبر از حضور مرد نابینا چهره در هم کشید و به ادامه دعوت مرد ثروتمند پرداخت. عده‌ای دیگر این را با عصمت پیامبر ناسازگار می‌دانند و همین‌طور به دلیل آیه " انک لعلی خلق عظیم " تو دارای خلق نیکو و بزرگوارانه هستی [ آیه چهارم سوره قلم ]، می‌گویند آن مرد ثروتمند به دلیل حضور آن مرد نابینا چهره در هم کشید. البته معنای آیات می‌تواند راهنمای اصلی در درک آنچه اتفاق افتاده باشد.

## دیدگاه شیعه در مورد نزول آیات عبس
علی بن ابراهیم قمی می‌گوید؛ ابن ام مکتوم مؤذّن پیامبر اسلام، نابینا بود. روزی خدمت محمد آمد و عثمان با جمعی بودند.
محمد او را مقدّم بر عثمان داشت. پس عثمان روی ترش نمود و پشت کرد به پیغمبر. سپس این آیات نازل شد.
" نزلت فی عثمان و ابن أم مکتوم‏، و کان ابن أم مکتوم مؤذنا لرسول الله و کان أعمی، و جاء إلی رسول الله ص و عنده أصحابه و عثمان عنده، فقدمه رسول الله ص علیه فعبس وجهه و تولی عنه فأنزل الله «عَبَسَ وَ تَوَلَّی». "
این آیه در حق عثمان نازل شده، چون ابن ام مکتوم مؤذن پیامبر بود و ایمان کامل داشت، چون پیامبر وارد شد، او را مقدم بر عثمان نشانید، به عثمان برخورد و عبوس شد و رو برگرداند، لذا خدا می‌فرماید: عَبَسَ وَ تَوَلَّی أَنْ جاءَهُ الْأَعْمی‏. (تفسیر القمی، ج‏۲، ص: ۴۰۴)
و در مجمع البیان روایتی از جعفر صادق نقل شده‌است که این سوره درباره مردی از بنی امیه نازل شد که نزد پیامبر اسلام بود و ابن ام مکتوم آمد و وقتی ایشان را دید خود را جمع و جور کرد و رو ترش کرد و صورتش را از ایشان برگرداند

## ترجمه سوره
به نام خداوند رحمتگر مهربان
چهره در هم کشید و روی گردانید (۱)
که آن مرد نابینا پیش او آمد (۲)
و تو چه دانی شاید او به پاکی گراید (۳)
یا پند پذیرد و اندرز سودش دهد (۴)
اما آن کس که خود را بینیاز می‌پندارد (۵)
تو بدو می‌پردازی (۶)
با آنکه اگر پاک نگردد بر تو [مسؤولیتی] نیست (۷)
و اما آن کس که شتابان پیش تو آمد (۸)
در حالی که [از خدا] می‌ترسید (۹)
تو از او به دیگران می‌پردازی (۱۰)
نامگذاری آن به عبس به تناسب نخستین آیه سوره‌است.

## فضیلت تلاوت سوره
در حدیثی از پیغمبر اسلام آمده‌است: «کسی که سوره عبس رابخواند روز قیامت درحالی وارد محشر می‌شود که صورتش خندان و بشاش است».